# (38131) 1999 JR47
1999 JR47 (asteroide 38131) é um asteroide da cintura principal. Possui uma excentricidade de 0.18749090 e uma inclinação de 1.56058º.
Este asteroide foi descoberto no dia 10 de maio de 1999 por LINEAR em Socorro.